# KRC Gent
Der Koninklijke Racing Club Gent ist ein traditionsreicher Fußballverein aus dem belgischen Gent. Die Mannschaft nahm frühzeitig an der Landesmeisterschaft teil und gehörte insbesondere in den 1910er bis 1930er Jahren regelmäßig zu den Erstligisten.

## Geschichte
Bereits kurz nach seiner Gründung als Racing Club Gent nahm der Klub an der Meisterschaft 1899/1900 teil, wo er als Dritter der Gruppe B die Finalteilnahme verpasste. 1908 kehrte der Klub für eine Spielzeit in die nun zwölf Mannschaften umfassende höchste Spielklasse zurück, stieg aber nach nur zwei Saisonsiegen direkt wieder ab. Nach dem Wiederaufstieg 1911 hielt sich die Mannschaft bis zur Unterbrechung aufgrund des Ersten Weltkriegs in der Liga, nach Wiederaufnahme des Spielbetriebs folgte 1922 der erneute Abstieg. Nach dem direkten Wiederaufstieg etablierte sich die Mannschaft zeitweise in der ersten Liga, in der Spielzeit 1928/29 gelang mit dem fünften Tabellenplatz die beste Platzierung. Bereits in der Folgesaison stieg der Verein jedoch wieder ab. Wiederum währte der Aufenthalt in der Zweitklassigkeit nur eine Spielzeit, als Zweitligameister gelang die direkte Rückkehr. Bis 1935 spielte der Verein erfolgreich gegen den Abstieg.
Nach mehreren Jahren in der Unterklassigkeit kehrte der nun Royal Racing Club Gent genannte Klub für die Spielzeit 1951/52 in die Zweitklassigkeit zurück, wo er auf Anhieb Staffelmeister wurde und in die erste Liga zurückkehrte. Die Spielzeit 1952/53 beendete die Mannschaft nach zehn Siegen in 30 Saisonspielen auf einem Abstiegsplatz. Nach einem sechsten Platz in der folgenden Spielzeit belegte der Verein in der Zweitliga-Spielzeit 1954/55 den letzten Tabellenplatz. In der Folge verabschiedete sich der Klub vom höherklassigen belgischen Vereinsfußball.
1987 fusionierte der Klub mit FC Heirnis Gent zum Royal Racing Club Heirnis Gent, der 1998 zum Namen Royal Racing Club Gent zurückkehrte. Zwischenzeitlich im unteren regionalen Bereich aktiv, kehrte der Klub 1993 kurzzeitig in die drittklassige 3. Division zurück. Nach einer Fusion 2000 mit dem KVV Standaard Meulestede hieß der Verein Royal Racing Club Gent-Zeehaven und nach einer erneuten Fusion 2002, dieses Mal mit dem KFC Oostakker, Koninklijke Racing Club Gent-Zeehaven. 2016 gab sich der im flandrischen Amateurbereich antretende Klub den heutigen Namen.